# Eugen Frey (Fußballspieler)
Eugen Frey (* 2. Dezember 1913; † Oktober 1998) war ein deutscher Fußballspieler.

## Karriere
Eugen Frey kam aus der Jugend der Stuttgarter Kickers zu deren ersten Mannschaft und spielte dort Erstligafußball in der Gauliga Württemberg und später in der Oberliga Süd. Nach seiner Karriere war der Linksaußen als Trainer beim 1. Göppinger SV tätig.